# Pony Canyon
 (octobre 2019).
Si vous disposez d'ouvrages ou d'articles de référence ou si vous connaissez des sites web de qualité traitant du thème abordé ici, merci de compléter l'article en donnant les références utiles à sa vérifiabilité et en les liant à la section « Notes et références ».
Pony Canyon, Inc. (株式会社ポニーキャニオン, Kabushiki kaisha Ponī Kyanion) est une des principales maisons de disques japonaises. Elle est créée en 1966, est nommée Pony, Inc en 1970, puis prend le nom Pony Canyon quand elle fusionne avec la maison de disques Canyon en 1987. Depuis, elle produit et publie aussi des films, des séries anime et des jeux vidéo. 